# عالی‌دره
عالیدره روستایی است از توابع بخش کجور شهرستان نوشهر در استان مازندران ایران.

## جمعیت
این روستا در دهستان پنجک‌رستاق قرار دارد و براساس سرشماری مرکز آمار ایران در سال ۱۳۸۵، جمعیت آن ۲۸۷ نفر (۷۶خانوار) بوده‌است. مردم عالیدره از قومیت طبری هستند. مردم عالیدره به زبان طبری با گویش کجوری سخن می‌گویند.